# Пиччини, Алессандро
Алессандро Пиччини (фр. Alexandre Piccinni; 10 сентября 1779, Париж — 24 апреля 1850, там же) — французский композитор.

## Биография
Приходился внуком Николо Пиччини, у которого получил начальное музыкальное образование. Изучал композицию и фортепиано у Жана-Франсуа Лесюёра в Парижской консерватории.
Был концертмейстером в театре Фейдо, затем в Опера-Комик в 1802 году, занимал должность дирижёра театра Де ла Порт Сен-Мартен с 1803 по 1816 год, а также был аккомпаниатором придворного оркестра Людовика XVIII с 1804 по 1818 год.
С 1818 года был пианистом в Дельфине, с 1826 года дирижёром в парижской Опере, но вскоре уволился оттуда. Преподавал вокал и фортепиано в Париже до 1836 года, затем жил в Булонь-сюр-Мер, где преподавал пение, и Тулузе, где с 1840 по 1844 год возглавлял консерваторию. Затем отправился в Страсбург и был дирижёром на концертах в Баден-Бадене, в Париж возвратился в 1849 году.
Написал музыку более чем к 200 мелодрамам и балетам; сочинял оперы (написал 25 комических опер), кантаты, романсы, попурри и другие произведения. К числу наиболее известных опер его авторства относятся «Arlequin au village», «La pension de jeunes demoiselles», «Le pavillon», «Arlequin bon ami».